# Young Pirates of Europe
Young Pirates of Europe (YPE) (deutsch: Junge Piraten Europa) ist der europaweite Zusammenschluss von elf der Piratenpartei nahestehenden Jugendverbänden. Im deutschsprachigen Raum sind europe beyond division, die Junge Piraten Luxemburg und Junge Pirat*innen Österreich Mitgliedsverbände.
Der Verband ist Gründungsmitglied und Jugendorganisation der Europäischen Piratenpartei. YPE wurde im August 2013 mit Sitz in Uppsala gegründet. Im August 2015 wurde die Organisation formal aufgelöst und in Luxemburg als ASBL neu gegründet. Geleitet wird YPE durch einen bis zu siebenköpfigen Vorstand.

## Gliederung/Organe
YPE gliedert sich in zwei Organe auf: Rat (European Pirates Instituted Council, EPIC) und Vorstand (Board).
Der Rat (European Pirates Instituted Council, EPIC) ist das höchste Gremium von YPE. Dieses trifft sich jährlich zwischen dem 1. Mai und 30. September. Eine außerordentliche Sitzung (EPIC FAIL) kann vom Vorstand oder einem Drittel der Mitglieder beantragt werden.
EPIC wählt den Vorstand und bis zu zwei Rechnungsprüfer. Neben der Genehmigung des Jahresabschlusses des vorangegangenen Jahres und das Budget für das kommende Jahr, kann auch über die Entlastung des Vorstands und der Rechnungsprüfer entschieden werden.
Der Rat entscheidet ebenso über die vorgelegten Anträge seitens eines Mitglieds oder dem Vorstand.
Die Stimmberechtigten des Rates setzen sich aus bis zu zwei Delegierten der Mitgliedsorganisationen zusammen.
Der Vorstand besteht aus dem Vorsitzenden, einem Schatzmeister, einem Generalsekretär und bis zu vier weiteren Mitgliedern. Die Mitglieder des Vorstandes dürfen nicht älter als 29 Jahre bei Beginn ihrer Amtszeit sein.
Der Vorsitzende repräsentiert die Jungen Piraten Europa in der Öffentlichkeit und stellt regelmäßige Treffen des Vorstands sicher.
Der Schatzmeister zeichnet für den Haushalt und die Konten der Organisation verantwortlich. Dazu legt er halbjährlich den Mitgliedern einen Bericht vor und prüft die Finanzen der Mitgliedsverbände.
Der Generalsekretär vertritt die Organisation gegenüber seinen Mitgliedsorganisationen. Dazu informiert er über die Vorstandsbeschlüsse und organisiert die Treffen von EPIC.

### Bisherige Vorsitzende
- 2013–2015 Felix Reda
- 2015–2016 Arnaldur Sigurðarson
- 2016–2018 Bernhard Hayden
- seit 2018    František Kopřiva (MP) (Abgeordneter im tschechischen Parlament)

## Mitglieder
Mitglieder sind folgende Organisationen:
| Land        | Name                   | Beitritt           |
| ----------- | ---------------------- | ------------------ |
| Belarus     | Falanster              | Gründungsmitglied  |
| Deutschland | europe beyond division | Gründungsmitglied  |
| Finnland    | Piraattinuoret         | Gründungsmitglied  |
| Island      | Ungir Píratar          | September 2013     |
| Österreich  | #hyperlinks            |                    |
| Schweden    | Ung Pirat              | Gründungsmitglied  |
| Slowenien   | Mladi Pirati Slovenije |                    |
| Tschechien  | Mladí Piráti           | 19. September 2014 |

### Ehemalige Mitglieder
| Land                | Name           | Beitritt          |
| ------------------- | -------------- | ----------------- |
| Belgien ( Flandern) | Jonge Piraten  | Gründungsmitglied |
| Frankreich          | Jeunes Pirates | Gründungsmitglied |
| Luxemburg           | Jonk Piraten   | Gründungsmitglied |
| Norwegen            | Unge Pirater   | Gründungsmitglied |